# Need for Speed: Hot Pursuit
Need for Speed: Hot Pursuit es el nombre de la decimocuarta entrega de la saga Need for Speed. Es un juego de carreras de 2010 desarrollado por Criterion Games y publicado por Electronic Arts para Xbox 360, PlayStation 3, Microsoft Windows, Wii, iOS y Android. También hay una versión para Wii, desarrollada por Exient. El juego ha sido descrito como una "revolucionaria" adición de la saga Need for Speed y fue lanzado en Norteamérica el 16 de noviembre de 2010, y en Europa el 18 de noviembre.
Una versión remasterizada, titulada Need for Speed: Hot Pursuit Remastered fue lanzada el 6 de noviembre de 2020 para Microsoft Windows, PlayStation 4 y Xbox One, y el 13 de noviembre de 2020 para Nintendo Switch.

## Jugabilidad
El juego está inspirado en Need for Speed: Hot Pursuit original, basado a su vez en las persecuciones de alta velocidad con autos exóticos. Como se ha visto en juegos anteriores, en Hot Pursuit se tiene la oportunidad de ser un policía o un piloto huyendo de la justicia. Hot Pursuit se centra en un lugar ficticio llamado Seacrest County, lugar muy abierto que permite al jugador correr durante varios kilómetros. 
En las pruebas se pueden usar diferentes armas y herramientas para inhabilitar o frenar a los rivales o para potenciarse. El corredor puede utilizar bandas de clavos, PEM (pulso electromagnético), inhibidor de radar y turbo propulsor; mientras el policía tiene a su disposición bandas de clavos, PEM, bloqueos de patrulleros y el helicóptero que, a diferencia de entregas anteriores, coloca bandas de clavos en la pista para detener al corredor.
Tanto para corredor como para policía, el jugador alcanza determinados rangos de nivel del 1 al 20, siendo el nivel máximo "El Más Buscado" en corredor y "Agente Supremo" en policía. A medida que el jugador aumenta sus puntos de recompensa, sube de nivel y desbloquea vehículos y mejoras de equipo. En el modo corredor, el jugador puede obtener medallas de Oro, Plata o Bronce de acuerdo a la posición de la carrera en que acabe o los tiempos en los que realice una prueba, mientras en el modo policía, el jugador obtiene las medallas equivalentes de Distinción, Mérito o Mención según el tiempo que realice las pruebas o la cantidad de corredores que arreste en el modo Hot Pursuit.
El juego, además, dispone también de un sistema de interacción social llamado Autolog, algo así como una red social dentro de un juego. También contiene dos modalidades: carrera y multijugador, pudiendo acceder a este último hasta ocho jugadores en línea. Se puede elegir jugar con un gran número de vehículos tanto de policía como de corredor.

## Modos de juego

### Corredor
- Carrera: Hasta ocho corredores competirán para ver quién es el más rápido a lo largo del curso. El ganador es el corredor que cruza la línea de meta en primera posición. Los corredores pueden recibir daños el uno del otro, el tráfico y las paredes por lo que es posible para ellos para destruir su vehículo antes de que puedan terminar la carrera.
- Hot Pursuit: Hasta cinco corredores tendrá que completar un curso de A a B, mientras que frente a la fuerza de la policía. El ganador es el primer corredor en cruzar la línea. El equipo se pone a disposición tanto de los corredores y policías.
- Contrarreloj: Un corredor se le dará la A a la B para completar curso en una cierta cantidad de tiempo y un vehículo específico.
- Duelo: 2 corredores cara a cara contra otros en vehículos específicos para ver cuál es más rápido en un curso de A a B. El ganador es el primer corredor en cruzar la línea de meta.
- Primer contacto: Una carrera contrarreloj con un vehículo de alta gama que será desbloqueado más adelante.
- Reto: Un corredor tendrá que completar un curso de A a B lo más rápido posible, mientras que frente a la policía por su cuenta. El equipo está disponible para su uso.

### Policía
- Interceptor: Un policía tiene que arrestar a un corredor en una cierta cantidad de tiempo. El evento es totalmente abierto y permite a los participantes viajar a lo largo de cualquier camino. El equipo está disponible para su uso tanto para el corredor y policía. El evento falla si el competidor objetivo evade su círculo de visión durante 30 segundos o destruye el vehículo del jugador. El vehículo del policía tiene menor durabilidad en este modo de juego.
- Hot Pursuit: Un policía tiene que arrestar a todos los corredores participantes antes que cualquiera de ellos llegan a la línea de meta. El equipo está disponible para su uso.
- Actuación Rápida: Un policía se le dará la A a la B para completar curso bajo un tiempo objetivo. Al policía se le puede dar un vehículo específico. Ellos recibirán un tiempo de penalización añadido si entran en contacto con un vehículo de tráfico (3 segundos) o una barrera (2 segundos). Un policía destrozado o fuera de tiempo fallará el evento.
- Primer contacto: Un policía realiza una simulación de actuación rápida con un vehículo de alta gama que será desbloqueado más adelante. El modo de juego es igual al de actuación rápida.

El juego, además, cuenta con un modo de conducción libre, aunque únicamente para exploración.

## Lista de vehículos
Los vehículos se clasifican en cinco niveles: en el modo corredor, se clasifican en Deportivos, Altas Prestaciones, Supercoches, Exóticos e Hipercoches; en el modo policía se clasifican de acuerdo al nivel de misión: Policía de Tráfico, Patrulla de Autopista, Despliegue Rápido, Control de Velocidad y Respuesta Especial. Los niveles son equivalentes respectivamente.
El juego cuenta con información detallada de cada uno de los vehículos. Estos solo pueden personalizarse con colores preestablecidos, sin embargo, para la versión Remastered se añadió la posibilidad de elegir un color y un material de pintura libre.
1. Alfa Romeo 8C Competizione (solo en la edición limitada del juego)
2. Alfa Romeo 8C Spyder
3. Aston Martin DBS
4. Aston Martin DBS Volante
5. Aston Martin One-77
6. Aston Martin V12 Vantage
7. Audi R8 5.2 FSI quattro
8. Audi R8 Spyder 5.2 FSI quattro
9. Audi TT RS Coupé
10. Bentley Continental Supersports
11. BMW M3 E92
12. BMW M6 Convertible
13. BMW Z4 sDrive35is
14. Bugatti Veyron 16.4
15. Bugatti Veyron 16.4 Grand Sport
16. Carbon Motors E7
17. Chevrolet Camaro SS
18. Chevrolet Corvette Grand Sport
19. Chevrolet Corvette Z06
20. Chevrolet Corvette ZR1
21. Dodge Challenger SRT8
22. Dodge Charger SRT8
23. Dodge Viper SRT10
24. Dodge Viper SRT10 ACR
25. Ford Crown Victoria Police Interceptor
26. Ford GT
27. Ford Police Interceptor Concept
28. Ford Shelby GT500 (solo en la edición limitada del juego)
29. Ford Shelby GT500 Super Snake
30. Jaguar XKR
31. Koenigsegg Agera
32. Koenigsegg CCX
33. Koenigsegg CCXR Edition
34. Lamborghini Countach 5000 quattrovalvole
35. Lamborghini Gallardo LP550-2 Valentino Balboni
36. Lamborghini Gallardo LP560-4
37. Lamborghini Gallardo LP560-4 Spyder
38. Lamborghini Gallardo LP570-4 Superleggera
39. Lamborghini Murciélago LP 640
40. Lamborghini Murciélago LP 650-4 Roadster
41. Lamborghini Murciélago LP 670-4 SV
42. Lamborghini Reventón
43. Lamborghini Reventón Roadster
44. Lamborghini Sesto Elemento
45. Maserati GranCabrio
46. Maserati GranTurismo S Automatic
47. Maserati Quattroporte Sport GT S
48. Mazda RX-8
49. McLaren F1
50. McLaren MP4-12C
51. Mercedes-Benz SL65 Black Series
52. Mercedes-Benz SLR McLaren 722 Edition
53. Mercedes-Benz SLR McLaren Stirling Moss
54. Mercedes-Benz SLS AMG
55. Mitsubishi Lancer Evolution X
56. Nissan 370Z Coupé
57. Nissan 370Z Roadster
58. Nissan GT-R SpecV
59. Pagani Zonda Cinque
60. Pagani Zonda Cinque Roadster
61. Porsche 911 GT3 RS
62. Porsche 911 Targa 4S
63. Porsche 911 Turbo S Cabriolet
64. Porsche 918 Spyder (Concept Study)
65. Porsche Boxster Spyder
66. Porsche Carrera GT
67. Porsche Cayman S
68. Porsche Panamera Turbo
69. Subaru Impreza WRX STI

La versión Remastered cuenta con todos los vehículos, con excepción de los Mercedes-Benz SLR McLaren y el Carbon Motors E7.

## DLC
Need For Speed: Hot Pursuit vio el lanzamiento de varios DLC (contenido descargable) después del lanzamiento inicial del juego. Aquí se describen los DLCs, con su fecha de lanzamiento, la plataforma (s), donde fueron puestos en libertad, su precio y lo nuevo contenido cada uno trae.

1. Rebeldes Paquete SCPD
* Fecha de lanzamiento: 24 de noviembre de 2010
- Plataformas: PlayStation 3, Xbox 360, Wii
- Precio: $ 3.99 / 320 Microsoft Points
- Contenido: 7 coches nuevos Racer

1. - Aston Martin DBS
2. - Audi Coupé R8 5.2 FSI quattro
3. - Bugatti Veyron 16.4
4. - Chevrolet Corvette Z06
5. - Lamborghini Reventón
6. - Maserati Quattroporte Sport GT S
7. - Mercedes-Benz SLR McLaren 722 Edition

2. Super Sports Pack de'
* Fecha de publicación: 21 de diciembre de 2010
- Plataformas: PlayStation 3, Xbox 360
- Precio: $ 6.99 / 560 Microsoft Points
- Contenido: 3 carros nuevos, 13 nuevos eventos de carrera y persecución, nuevos logros (Xbox 360) y trofeos (PS3)

1. - Bugatti Veyron 16.4 Super Sport (CP / Racer)
2. - Porsche 911 (997) GT2 RS (Cop / Racer)
3. - Gumpert Apollo S (CP / Racer)

3. YouTube Desafío Un Millón
- * Fecha de publicación: 1 de enero de 2011
- * Plataformas: PC (parche 1.0.2.0), PlayStation 3, Xbox 360
- * Precio: GRATIS
- * Contenido: 3 coches Racer nuevos

1. - Bentley Continental Supersports Convertible
2. - Dodge Viper Final Edition SRT-10 Convertible
3. - Lamborghini Murciélago LP 650-4 Roadster

4. Armados y peligrosos
* Fecha de publicación: 22 de febrero de 2011
- Plataformas: PlayStation 3, Xbox 360
- Precio: $ 6.99 / 560 Microsoft Points
- Contenido: 2 modos de juego nuevos

1. - Most Wanted
2. - Arms Race

5. Lamborghini Untamed'
* Fecha de publicación: 1 de marzo de 2011
- Plataformas: PlayStation 3, Xbox 360
- Precio: $ 6.99 / 560 Microsoft Points
- Contenido: 3 nuevos coches Lamborghini, 10 nuevos eventos, 4 nuevos logros (Xbox 360) y trofeos (PS3)

1. - Lamborghini Countach LP5000 quattrovalvole (policía / corredor)
2. - Lamborghini Diablo SV (policía / corredor)
3. - Lamborghini Sesto Elemento (policía / corredor)

6. Porsche Unleashed'
* Fecha de publicación: 8 de marzo de 2011
- Plataformas: PlayStation 3, Xbox 360
- Precio: $ 6.99 / 560 Microsoft Points
- Contenido: 3 nuevos coches Porsche, 10 nuevos eventos, 4 nuevos logros (Xbox 360) y trofeos (PS3)

1. - Porsche 911 Turbo (1982 Edition) (policía / corredor)
2. - Porsche 959 (policía / corredor)
3. - Porsche 911 Speedster (corredor)

La versión Remastered cuenta con todos los vehículos y pruebas de los paquetes descargables en todas las versiones.

## Recepción y crítica
El juego recibió críticas altamente positivas. El sitio web Metacritic obtuvo un promedio excelente de 90% para PlayStation 3 y Xbox 360, y 86% para la versión PC. Esto lo convierte en el mejor juego de la serie y en el que mejores críticas ha recibido. Sin embargo, la versión de Wii fue recibida con malas críticas por sus gráficos y jugabilidad mediocres.enlace
El juego también recibió una puntuación perfecta de 10/10 por parte de la revista PlayStation Magazine.
GameSpot galardonó al juego con 9.5/10 puntos, diciendo: "El ritmo de este juego te mantendrá pegado a la TV y más que todo al asiento, sin importar el bando que escojas al conducir".
En total, la mayoría de los críticos elogiaron los gráficos, la banda sonora y el nuevo modo En línea Autolog del juego. Incluso, fue nominado por algunas sitios web (como la IGN y GameSpot) en la categoría de mejor juego de carreras para cada plataforma. Sin embargo ha sido bastante criticado por parte de los jugadores en los blogs y sitios sobre crítica de videojuegos por su reducido realismo (incluso comparado con la versión de 1998) particularmente en la forma en que el vehículo derrapa solo en las curvas y, en el caso de la versión PC, el no contar con antialiasing ni V-sync.

### Premios
IGN:
- Mejor Juego de Carreras - (2010)

GameSpot
- Mejor Juego de Carreras (Xbox 360) - (2010)

BAFTA
- Mejor multijugador (2011).[8][9]